# Céfalo de Siracusa
Céfalo fue un comerciante griego, originario de Siracusa, padre del célebre orador Lisias. Fue llamado a Atenas por Pericles en su calidad de comerciante de armas. Aparece en el diálogo de Platón, La República.

## Datos biográficos
Meteco en la ciudad de Atenas, llevó una vida sin incidentes dedicada a los negocios en el respeto a las reglas de la polis. Su hijo, Lisias, afirma que ningún miembro de su familia había interpuesto una demanda o había sido acusado por un ateniense durante toda la estancia de su familia en Atenas. Sin embargo, Polemarco, su otro hijo, fue muerto a instigación de Eratóstenes, uno de los Treinta Tiranos más activos. Con el regreso de la democracia, Lisias, pronunció el célebre discurso Contra Eratóstenes.

## Céfalo en Platón
Aparece como la figura de un viejo hombre teniendo una vida justa en el famoso diálogo de Platón, La República. Recibe a Sócrates en su casa de El Pireo, barrio de tolerancia para los metecos donde se desarrolló parte de las revueltas contra la tiranía de Los Treinta.

## Vínculos con la escuela socrática
Glaucón, el hermano de Platón, le comprometió en el movimiento de defensa de la escuela socrática, y le dedicó una obra según Diógenes Laercio.